# سيرياكو إراستي
سيرياكو إراستي سيوناغا (بالإسبانية: Ciriaco Errasti)‏ (8 أغسطس 1904 – 8 نوفمبر 1984) لاعب كرة قدم إسباني راحل كان يجيد اللعب في خط الدفاع .
لعب طوال مسيرته الرياضية في أندية ألافيس (1925-1931) ريال مدريد (1931-1938).
مثل منتخب إسبانيا في 14 مباراة (1930-1936). شارك مع منتخب إسبانيا في بطولة كأس العالم 1934 في إيطاليا حيث خرج من الدور الربع النهائي.

## وصلات خارجية
- سيرياكو إراستي على موقع الاتحاد الدولي (مؤرشف)  (الإنجليزية)
- سيرياكو إراستي على موقع قاعدة بيانات كرة القدم.إي يو (الإنجليزية)
- سيرياكو إراستي على موقع ناشيونال فوتبول تيمز (الإنجليزية)
- سيرياكو إراستي على موقع أوليمبيديا (الإنجليزية)

- هذا سيرة ذاتية